# Chronologie de Strasbourg
Cet article présente une chronologie de l'histoire de Strasbourg.

## Histoire antique
- XIIe siècle av. J.-C. - Zone colonisée par les proto-Celtes.
- IIIe siècle av. J.-C. - Les Celtes développent un canton.
- 12 av. J.-C. - Nero Claudius Drusus établit Argentoratum comme un fort militaire sur la rive ouest du Rhin en préparation de son invasion planifiée de la Germanie.
- 90 apr. J.-C. - Legio VIII Augusta stationnée à Argentoratum.
- IVe siècle - Création du diocèse catholique de Strasbourg[1].
- 357 apr. J.-C. - Bataille d'Argentoratum.
- 407 apr. J.-C. - Vandales, Suèves et Alains attaquent la ville après avoir traversé le Rhin gelé la veille du nouvel an 406 apr. J.-C. Quelque temps plus tard cette année-là, la ville est récupérée par les forces rebelles de l'usurpateur Constantin III.
- 451 apr. J.-C. - Attila le Hun prend Argentoratum pendant sa campagne gauloise.

## Avant leXIVesiècle
- Ve siècle - Les Francs au pouvoir[2].
- 842 - Serments de Strasbourg.
- 962 - Naissance du Saint-Empire Romain germanique
- 982 - Ville acquise par le Saint-Empire romain germanique.
- 1176 - Début de la construction de la cathédrale Notre-Dame de Strasbourg (terminée en 1439).
- 1230 - Ouverture de l'église Saint-Étienne.
- 1250 - Ouverture des Ponts Couverts.
- 1262 - Bataille de Hausbergen, après quoi la ville gagne la Reichsfreiheit.

## XIVe–XVIesiècles
- 1307 - Construction du monastère des ermites de Saint-Guillaume. Gottfried von Hagenau présente la Fête de l'Immaculée Conception à Strasbourg.
- 1332 - Révolution strasbourgeoise[2] .
- 1348 - Peste bubonique.
- 1349 - Pogrom de Strasbourg, massacre par des habitants de la ville d’environ 2 000 habitants juifs.
- 1354 - L'horloge des Trois Rois est érigée[3].
- 1358 - Construction de l'Ancienne Douane.
- 1362 - Fritsche Closener écrit Straßburger Chronik, une histoire de la ville.
- 1414 - Sigismond, empereur du Saint-Empire romain en visite à Strasbourg (7-14 juillet)[4]
- 1415 - Création d'une papeterie[Laquelle ?][5].
- 1427 - Construction de la maison Kammerzell.
- 1439 - Fin de la construction de la cathédrale Notre-Dame de Strasbourg (démarrée en 1176).
- 1440 - Johannes Gutenberg développe une technique d'impression.
- 1444 - Population : environ 20 000 personnes[6]
- 1458 - Johannes Mentelin ouvre une imprimerie (date approximative)[7].
- 1464 - Heinrich Eggestein ouvre une imprimerie (date approximative).
- 1466 - Ouverture à Strasbourg de la première boutique de lunettes au monde[8].
- 1468 - Première publicité imprimée au monde publiée à Strasbourg[9].
- 1483 - Hans Grüninger imprimante dans les affaires[Quoi ?][10].
- 1518 - Épidémie dansante : de nombreuses personnes dansent sans se reposer durant plus d'un mois.
- 1521 - L'église Saint-Thomas est achevée.
- 1523 - Réforme protestante (date approximative)[2].
- 1538 - luthérienne Gymnasium fondée[Quoi ?].
- 1552 - 19 septembre, Charles V, empereur du Saint-Empire romain en visite à Strasbourg[11].
- 1570 - Début du Christkindelsmärik, le marché de Noël de Strasbourg.
- 1574 - Horloge astronomique érigée, conçue par Christian Herlin.
- 1585 - Inauguration du Neue Bau, une extension de l'Hôtel de Ville.
- 1588 - Construction de la Grosse Metzig[12].
- 1592 - La guerre des évêques de Strasbourg éclate à la suite de l'élection contestée de l'évêché

## XVIIe–XVIIIesiècles
- 1605 - Publication du journal Relation aller Fürnemmen und gedenckwürdigen Historien[13].
- 1619 - Création du jardin botanique de l'université de Strasbourg.
- 1621 - Fondation de l'Université.
- 1681 - Ville annexée par la France.
- 1684 - Construction d'une citadelle[2].
- 1690 - Ouverture du barrage Vauban.
- 1697 - L'annexion française reconnue par le Saint-Empire romain germanique.
- 1701 - Ouverture de l'Opéra.
- 1725 - Nouvel hôpital terminé.
- 1728 - Ouverture à Strasbourg de la première école mondiale de sages-femmes[14].
- 1732 - Inauguration de l'hôtel du grand doyenné.
- 1736 - Construction de l'hôtel de Hanau et de l'hôtel de Klinglin.
- 1742 
  - Inauguration du palais Rohan.
  - Place Broglie aménagée.
- 1755 - Hôtel Gayot construit.
- 1770 - Marie-Antoinette à Strasbourg.
- 1771 - Goethe à Strasbourg.
- 1778 - Mozart à Strasbourg (10 octobre-3 novembre). Il rencontre François-Xavier Richter, Johann Andreas Silbermann, Johann Baptist Wendling, Maximilien de Deux-Ponts et d'autres[15].
- 1772 - Place Kléber construite.
- 1790 - La ville fait partie de la souveraineté du Bas-Rhin[16].
- 1792 
  - La Marseillaise composée par Rouget de Lisle.
  - Université fermée.
- 1793 - Population : 47 254 habitants.

## XIXesiècle

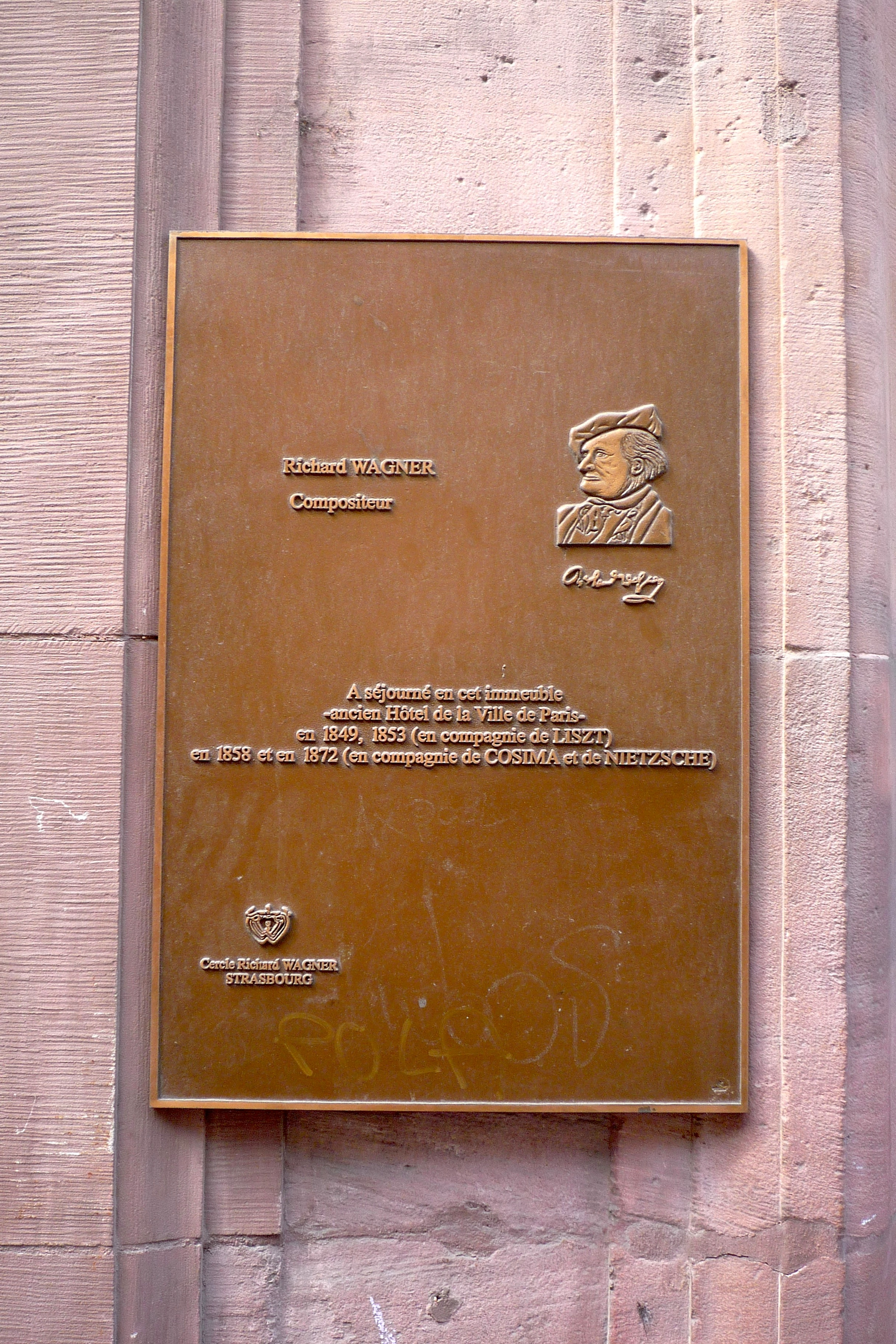
La plaque Wagner-Liszt-Cosima-Nietzsche.

- 1801 - Fondation de la collection du Musée des Beaux-Arts de Strasbourg.
- 1805 - Napoléon à Strasbourg (également en 1806 et 1809).
- 1821 - Ouverture du Théâtre Municipal.
- 1823 - 5 décembre : Franz Liszt, 12 ans, donne son premier concert sur le sol français.
- 1832 - Fondation de la Société des Amis des arts[17].
- 1836 - Louis-Napoléon Bonaparte à Strasbourg.
- 1843 - Horloge astronomique érigée, conçue par Jean-Baptiste Schwilgué.
- 1846 - Ouverture de la gare de Strasbourg.
- 1849 - Richard Wagner à Strasbourg (également en 1853 [avec Liszt], 1858 et 1872 [avec Cosima et Nietzsche]).
- 1853 - Ouverture du canal Marne-Rhin.
- 1855 - Orchestre et Société pour la conservation des monuments historiques d'Alsace fondés[18].
- 1861 - Pont du Rhin à Kehl construit.
- 1862 - Fondation de l'association philomathique d'Alsace et de Lorraine[19].
- 1870 - Siège de Strasbourg ; musée d'art et bibliothèque municipale détruits[20].
- 1871 - La ville fait partie du Reichsland Elsaß-Lothringen, Empire allemand.
- 1872 
  - Création de la bibliothèque.
  - L'Université rouvre ses portes sous le nom de Kaiser-Wilhelms-Universität.
  - Verlag Karl J. Trübner (de) (éditeur) en affaires.
  - Population : 85 654 habitants[16].
- 1873 - Théâtre municipal reconstruit.
- 1874 - Fort Rapp et autres fortifications construites.
- 1877 - Elsäßische Neueste Nachrichten (Dernières Nouvelles d'Alsace) commence sa publication.
- 1878 - Découverte d'une stèle de Caius Largennius.
- 1880 - Population : 104 471 habitants[21].
- 1881 - Inauguration de l'observatoire astronomique.
- 1883 - Fondation du Kunstgewerbe Museum[22], futur Musée des Arts décoratifs.
- 1884 - Construction du Palais Universitaire.
- 1889 - Inauguration du Kaiserpalast (palais du Rhin).
- 1890 - Fondation du Hohenlohe-Museum, du Cabinet des estampes et des dessins et de la Fussball Klub Straßburg.
- 1891 - Population : 123 500 habitants.
- 1893 - Construction du bâtiment du musée zoologique de la ville de Strasbourg.
- 1897 - Construction de l'église Saint-Paul.
- 1898 - Construction du Palais de justice.
- 1900 - Création du FC Frankonia 1900 Straßburg (club de football).

## XXesiècle
- 1901 - Église protestante Saint-Pierre-le-Jeune restaurée.
- 1903 - Inauguration du Sängerhaus.
- 1904 
  - Construction de l'hôtel Brion.
  - L'église Sainte-Madeleine détruite par un incendie.
- 1905 - Population : 167 678 habitants[23]. 
  - Gustav Mahler, Richard Strauss et Romain Rolland à Strasbourg pour le premier Festival de musique alsacienne (Premier Festival Alsacien de Musique)[24]
- 1906 - Fondation du Fußball Club Neudorf.
- 1907 
  - Ouverture du Musée alsacien.
  - Église Sainte-Madeleine reconstruite.
- 1911 - Population : 178 891 habitants[25].
- 1914 - Ouverture du Stade de la Meinau.
- 1918 - L'Alsace revient à la France.
- 1919 - Création de l'Institut européen d'études commerciales supérieures de Strasbourg.
- 1920 
  - Fondation du musée historique de Strasbourg.
  - Ville désignée siège de la commission centrale pour la navigation du Rhin.
- 1928 
  - Aubette redécoré.
  - Strasbourg Illkirch Graffenstaden Basket formée.
- 1931 
  - Fondation du Musée de l'Œuvre Notre-Dame.
  - Population : 181 465 habitants[16].
- 1935 
  - Ouverture de l'aéroport de Strasbourg.
  - 8-10 juin : premiers "Jeux olympiques internationaux de musique et de chansons ouvrières" (I. Internationale Arbeiter-Musik- und Gesangs-Olympiade), avec Hanns Eisler et Ernst Busch[26],[27].
- 1940 - L'Alsace annexée à l'Allemagne. Adolf Hitler à Strasbourg.
- 1941 - Reichsuniversität Straßburg est formé.
- 1944 
  - 23 novembre : ville libérée des Allemands.
  - 27 novembre : Charles Frey devient maire[28].
- 1945 - Création de l'Institut d'études politiques de Strasbourg.
- 1947 - Des parties des collections d'art municipales détruites par un incendie accidentel au Palais Rohan.
- 1949 - Siège du Conseil de l'Europe établi à Strasbourg.
- 1954 
  - Fondation des Amis du vieux Strasbourg (société historique)[19].
  - Population : 200 921 habitants.
- 1958 - Inauguration de la Grande synagogue de la Paix.
- 1959 
  - Pierre Pflimlin devient maire.
  - Ville désignée comme siège de la Cour européenne des droits de l'homme.
- 1965 - Ville désignée siège du Parlement européen.
- 1967 - Création de la communauté urbaine de Strasbourg.
- 1969 - Fondation de l'Institut international des droits de l'homme.
- 1972 
  - L'administration de l'Eurométropole de Strasbourg et la ville de Strasbourg ont fusionné en une seule entité[29].
  - Création de l'Opéra du Rhin.
- 1974 
  - Fondation européenne de la science.
  - Découverte de la copie personnelle de Johann Sebastian Bach de l'édition imprimée des Variations Goldberg avec les quatorze canons jusque là inconnus, BWV 1087.
- 1975 - Construction du palais de la musique et des congrès (agrandi deux fois par la suite en 1989 et 2015)
- 1977 - Construction du palais de l'Europe.
- 1982 - Strasbourg fait partie de la région Alsace.
- 1984 - La ville accueille le Championnat d'Europe de football de l'UEFA.
- 1987 - Début du tournoi de tennis des Internationaux de Strasbourg.
- 1988 
  - La Grande Île (centre historique) est classée Patrimoine Mondial de l'UNESCO.
  - Le pape Jean-Paul II s'adresse au Parlement européen et au Conseil de l'Europe.
- 1989 
  - Création du programme scientifique Frontière humaine.
  - Ville désignée siège d'Eurimages.
- 1990 - Population : 252 338 habitants.
- 1991 - L'École nationale d'administration déménage à Strasbourg.
- 1992 
  - Ville désignée siège de l'Observatoire européen de l'audiovisuel et de l'Eurocorps.
  - La télévision franco-allemande Arte commence à diffuser.
  - Musée archéologique rénové.
- 1994 - Les tramways commencent à fonctionner.
- 1995 - Début des Nuits européennes.
- 1998 - Inauguration du bâtiment du musée d'Art moderne et contemporain de Strasbourg.
- 1999 - Inauguration du bâtiment Louise-Weiss.
- 2000 
  - Formation de l'équipe de hockey sur glace de l'Étoile Noire de Strasbourg.
  - Projet d'attentat de la cathédrale de Strasbourg.

## XXIesiècle
- 2001 
  - Fabienne Keller devient maire[28].
  - 13 tués et 97 blessés par un platane tombé au Parc de Pourtalès.
- 2005 
  - Création de l'eurodistrict Strasbourg-Ortenau.
  - Ouverture de la patinoire Iceberg et du Vaisseau.
- 2006 - Population : 272 975 habitants.
- 2007 
  - La Neustadt (ancien quartier impérial allemand) est ajouté au Patrimoine Mondial de l'UNESCO.
  - Ouverture du musée Tomi-Ungerer – Centre international de l'illustration.
- 2008 
  - 03 Janvier : inauguration du Zénith de Strasbourg.
  - Ouverture de l'École européenne de Strasbourg.
  - Début du Festival européen du film fantastique de Strasbourg.
  - Roland Ries devient maire[30].
- 2009 - La ville accueille le sommet de l'OTAN Strasbourg-Kehl.
- 2011 - Population : 272 222 habitants.
- 2012 - Population : 274 394 habitants[31]
- 2014 
  - Le pape François s'adresse au Parlement européen et au Conseil de l'Europe.
  - Mars : Élections municipales.
- 2015 - Population : 277 270 personnes[32]
  - Décembre : Élections régionales de 2015 en Alsace-Champagne-Ardenne-Lorraine.
- 2016 - Strasbourg fait partie de la région Grand Est dont elle est la préfecture.
- 2018 - Un djihadiste attaque des civils au marché de Noël, tuant cinq personnes (11 décembre).

## Voir également

### Autres villes de la région du Grand Est
- Chronologie de Metz
- Chronologie de Mulhouse
- Chronologie de Nancy
- Chronologie de Reims
- Chronologie de Troyes